# Concile de Rome (313)
Pour les articles homonymes, voir Concile de Rome.
Le concile de Rome fut convoqué par le pape Miltiade dans la ville éponyme en 313.
Ce concile confirma l'élection de l'évêque de Carthage Caecilianus et confirma l'excommunication de Donatus Magnus.